# Avannarliit
Avannarliit [aˌvanːɑˈɬːiːt] (nach alter Rechtschreibung Avangnardlît) ist eine wüst gefallene grönländische Siedlung im Distrikt Ilulissat in der Avannaata Kommunia.

## Lage
Avannarliit liegt südlich des Kangiata Sullua (Ilulissat Isfjord) an der Ostküste der Diskobucht. Auf der anderen Fjordseite zehn Kilometer nördlich liegt Ilulissat und fünf Kilometer südlich liegt Ilimanaq.

## Geschichte
Avannarliit war schon vor der Kolonialzeit bewohnt, was Ruinen, alte Gräber und alte Geschichten bezeugen. Es heißt, dass der Ort früher der meistbevölkerte Wohnplatz südlich des Fjords war. Um 1778 lebten die meisten Heiden des Missionsdistrikts hier. Ursprünglich handelte es sich um drei direkt nebeneinander liegende Wohnplätze: Qaarsormiut, Narsarmiut und Illumiut etwas weiter südlich. Zusammen mit dem etwas weiter nördlich gelegenen Eqi wurden diese Wohnplätze unter dem dänischen Namen Claushavns nordre Huse zusammengefasst, weil sie nördlich der Missionsloge in Ilimanaq (Claushavn) lagen. 1805 lebten 64 Menschen in Qaarsormiut und Narsarmiut, während Illumiut unbewohnt war. 1850 hatten Qaarsormiut, Narsarmiut, Illumiut und Eqi zusammen 131 Einwohner.
Als Teil des Missionsdistrikts von Claushavn war Avannarliit Teil des Kolonialdistrikts Christianshaab. 1911 wurde Avannarliit Teil der Gemeinde Claushavn. 1915 wurden 91 Einwohner gezählt. Es gab fünfzehn Jäger, sechs Fischer und einen Katecheten. Die Bewohner lebten in zwölf Häusern. Es gab zudem ein Schulgebäude von 1912, das als Fachwerkbau mit Torfmauerfassade und hohem Dach gebaut war. 1930 wurde eine neue Schulkapelle gebaut. 1940 hatte Avannarliit 94 Einwohner. 1950 wurde Avannarliit in die neue Gemeinde Qasigiannguit eingegliedert. 1950 lebten nur noch 52 Menschen im Ort und 1959 wurde Avannarliit aufgegeben. Erst anschließend wurde die Gemeindegrenze verschoben, sodass der verlassene Ort ein Teil der Gemeinde Ilulissat wurde.

## Söhne und Töchter
- Villads Villadsen (1916–2006), Schriftsteller, Dichter, Komponist, Katechet und Lehrer